# Pauline Donalda

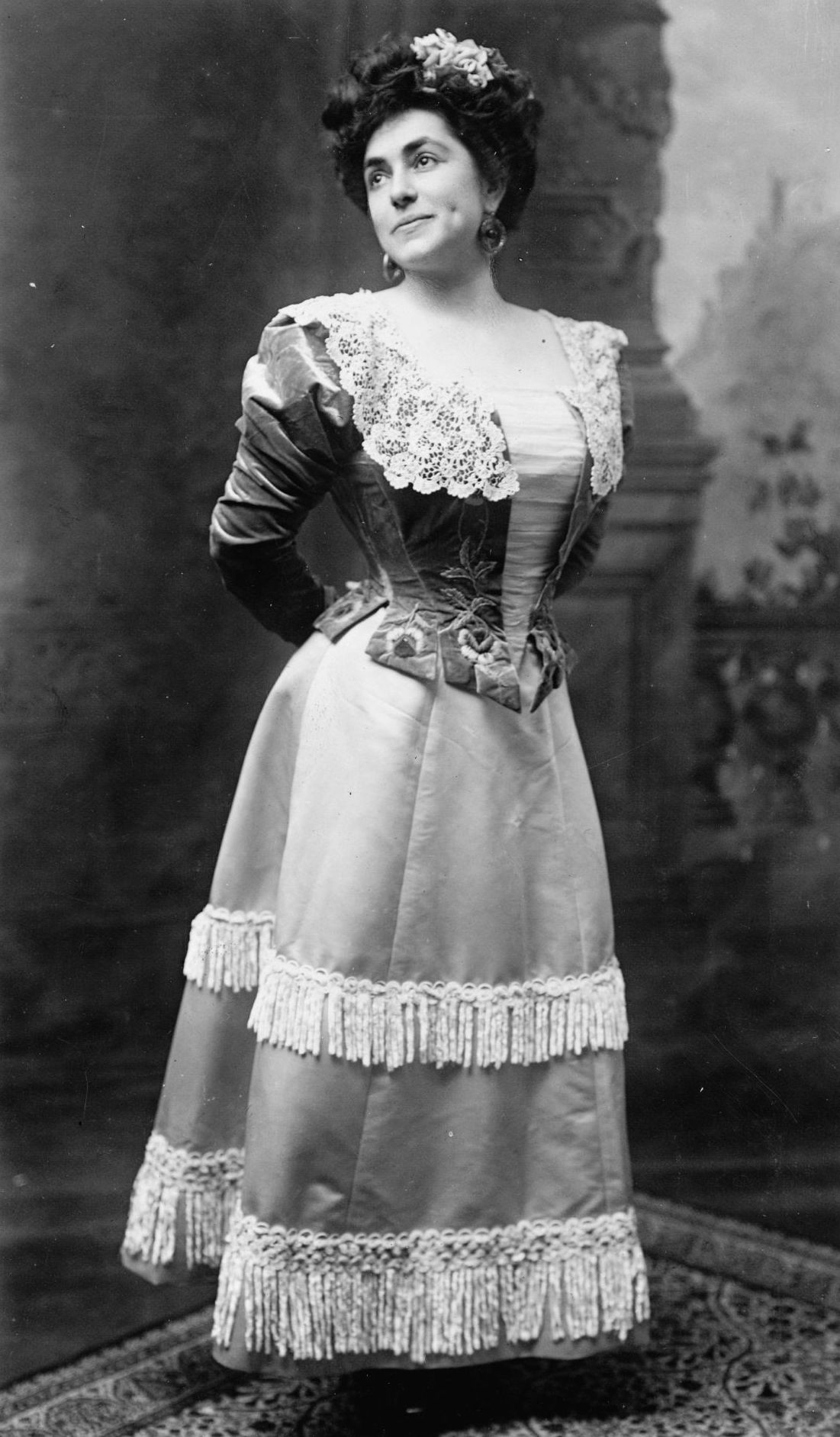
Pauline Donalda als Terlina, ca. 1906

Pauline Donalda (eigentl. Pauline Lightstone; * 5. März 1882 in Montreal; † 22. Oktober 1970 ebenda) war eine kanadische Opernsängerin (Sopran) und Gesangslehrerin.

## Leben
Die Tochter jüdischer Auswanderer aus Russland und Polen gewann zehnjährig einen Gesangspreis und trat 1901 beim ersten Jewish Zion Congress in Montreal mit einer Solodarbietung auf. Dies brachte ihr eine Empfehlung an Clara Lichtensteins Royal Victoria College. Diese empfahl jedoch eine Ausbildung in Europa, und nach einer Begutachtung durch Experten der Metropolitan Opera finanzierte ihr Donald A. Smith ein Studium in Paris.
In Paris studierte sie Gesang bei Edmond Duvernoy, Bühnentechnik bei Paul Lhérie, Sprecherziehung bei Pierre Berton und Italienisch bei Babette Rosen. Zu Ehren ihres Gönners nahm sie den Bühnennamen Donalda an. 1904 debütierte sie, unterstützt vom Komponisten, in Nizza in der Titelrolle von Jules Massenets Oper Manon. Neben anderen Rollen sang sie hier die Jenny in der Uraufführung von Ruggero Leoncavallos Chatterton und unter Leitung des Komponisten die Nedda in Pagliacci.
1905 debütierte Donalda an der Covent Garden Opera als Micaela in Georges Bizets Carmen neben Emmy Destinn und Charles Dalmorès und unter Leitung von André Messager. Im gleichen Jahr wirkte sie mit Antonio Scotti und Vanni Marcoux als Partner an der Uraufführung von Franco Leonis L'Oracolo mit. Sie vertrat Nellie Melba in der Rolle der Mimi an der Seite von Enrico Caruso und sang 1905 die Marguerite in der Produktion von Charles Gounods Faust. Hierbei lernte sie den französischen Bariton  Paul Seveilhac kennen, den sie 1906 heiratete.
Am Théâtre de la Monnaie in Brüssel trat sie 1905 als Elsa in Richard Wagners Lohengrin und als Eva in dessen Meistersingern auf, und 1906 debütierte sie mit ihrem Ehemann als professionelle Sängerin in Kanada. Mit Oscar Hammersteins Manhattan Opera Company hatte sie Ende 1906 ihr Debüt in New York, wo sie in Faust, Carmen, Martha, Don Giovanni, La Traviata, Lohengrin und I Pagliacci auftrat und mit Nellie Melba, Emma Calvé, Alessandro Bonci, Mario Ancona, Mario Sammarco, Maurice Renaud und Charles Gilibert zusammentraf.
Am Ende der Saison trennte sie sich von Hammerstein, trat erneut an der Covent Garden Opera und der Opéra-Comique in Paris auf und unternahm 1910 eine Konzertreise durch Mitteleuropa und Russland. Während des Ersten Weltkrieges lebte Donalda in Kanada und wirkte dort als Konzertsängerin. 1917 kehrte sie nach Paris zurück, wo sie 1918 in zweiter Ehe den dänischen Tenor Mischa Léon heiratete.
Mit ihm trat sie 1918 in Nizza in Michael William Balfes Oper Il Talismano auf. Zur Wiedereröffnung 1919 trat sie letztmals in der Covent Garden Opera auf. Im gleichen Jahr sang sie die Concepción in der englischen Erstaufführung von Maurice Ravels L'Heure Espagnole.
Von 1922 bis 1937 leitete Donalda ein Gesangsstudio in Paris, in dem sie hunderte von Sängern unterrichtete. Ab 1937 leitete sie ein Opernstudio in Montreal. Zu ihren international erfolgreichen Schülern zählen Clarice Carson, Fernande Chiocchio, Mary Henderson, Eileen Law, Germain Lefebvre und Robert Savoie. 1942 gründete sie die Opera Guild, die unter ihrer Leitung bis 1969 neunundzwanzig Opern, darunter mehrere kanadische Erstaufführungen, produzierte. 1967 wurde sie als Officer des Order of Canada geehrt.